# Secuieni (gmina w okręgu Bacău)
Secuieni – gmina w Rumunii, w okręgu Bacău. Obejmuje miejscowości Berbinceni, Chiticeni, Fundeni, Glodișoarele, Secuieni, Valea Fânațului i Văleni. W 2011 roku liczyła 2131 mieszkańców.